# ر. دوغلاس ستيوارت جونيور
ر. دوغلاس ستيوارت جونيور (بالإنجليزية: R. Douglas Stuart, Jr.)‏ هو ناشط سلام ودبلوماسي أمريكي، ولد في 26 أبريل 1916 في وينتكا في الولايات المتحدة، وتوفي في 8 مايو 2014.